# Lipmicrofoon
Een lipmicrofoon is een soort microfoon die veel wordt gebruikt door radio-verslaggevers.
Dit type microfoon wordt gekenmerkt door de beugel aan de bovenkant die tegen de onderkant van de neus wordt gedrukt.
Deze microfoon werd ontwikkled door de BBC in de jaren '30 om het lawaai van toeschouwers bij sportevenementen uit te sluiten.
Een nadeel van dit type microfoon is dat deze altijd met een hand moet worden vastgehouden.